# 近畿高等学校定時制通信制総合体育大会 陸上競技大会
近畿高等学校定時制通信制総合体育大会陸上競技大会(きんきこうとうがっこうていじせいつうしんせいそうごうたいいくたいかいりくじょうきょうぎたいかい)近畿地区の定時制通信制高校の陸上競技大会

## 概要
毎年秋の10月終わりから11月に行われる。近畿地区の定時制通信制高校の陸上競技大会競技種目男子15種目女子11種目

## 参加府県
滋賀県、大阪府、兵庫県、奈良県、京都府、和歌山県

## 競技種目
男子
- 100m
- 200m
- 400m
- 800m
- 1500m
- 5000m
- 400mH
- 3000msc
- 4×100mリレー
- 4×400mリレー
- 砲丸投げ
- 円盤投
- 走り高跳び
- 走り幅跳び
- 三段跳び

女子
- 100m
- 200m
- 400m
- 800m
- 3000m
- 4×100mリレー
- 100mH
- 砲丸投げ
- 円盤投
- 走り高跳び
- 走り幅跳び